# 300 (număr)
300 (trei sute) este numărul natural care urmează după 299 și precede pe 301.

## În matematică
- Este un număr compus, având 18 divizori, și este un număr abundent.[2]
- Este un număr semiperfect.[3]
- Este un număr Erdős-Woods[4][5]
- Este un număr Harshad în baza 10.
- Este un număr triunghiular.[6]
- Este un număr practic.
- Este un număr rotund.[7][8]
- Este un număr triunghiular și suma unei perechi de numere prime gemene (149 + 151)
- Este suma a zece numere prime consecutive (13 + 17 + 19 + 23 + 29 + 31 + 37 + 41 + 43 + 47)
- Este un număr palindromic în  3 baze consecutive: 30010 = 6067 = 4548 = 3639, precum și în baza 13. Factorizarea este 22 × 3 × 52.

## În știință

### Astronomie
- NGC 300, o galaxie spirală din constelația Sculptorul.
- 300 Geraldina, o planetă minoră, un asteroid din centura principală, descoperit pe 3 octombrie 1890, de Auguste Charlois..

## În cultura populară
- 300 - Eroii de la Termopile
- 300 - Ascensiunea unui imperiu